# Re di Biblo
I re di Biblo (in lingua fenicia, 𐤌𐤋𐤊𐤌 𐤂𐤁𐤋, MLKM GBL, milíkim Gubalī o milíkim Gebalī) sono i re della città e sono menzionati dagli archivi di Nippur e di Ninive, da Il viaggio di Unamon e sono documentati dalla monetazione della città e dalle iscrizioni regali.

## III millennio a.C.
| Immagine | Re     | Carica    | Carica | Note                                                                                       |
| Immagine | Re     | Inizio    | Fine   | Note                                                                                       |
| -------- | ------ | --------- | ------ | ------------------------------------------------------------------------------------------ |
|          | Ibdâdî | 2050 a.C. |        | Menzionato come ensi di Biblo negli archivi di Drehem, durante il regno di Amarsuen di Ur. |

## I Lista (XI secolo a.C. - X secolo a.C.)
| Immagine                                                                                          | Re           | Carica         | Carica        | Note                                                                       |
| Immagine                                                                                          | Re           | Inizio         | Fine          | Note                                                                       |
| ------------------------------------------------------------------------------------------------- | ------------ | -------------- | ------------- | -------------------------------------------------------------------------- |
|                                                                                                   | Cekerbaal    | 1090 a.C.      | ?             | Menzionato nel Viaggio di Unamon.                                          |
|                                                                                                   | ?            |                |               |                                                                            |
| Prima iscrizione in fenicio nel sarcofago di [[Ahiram di Biblo\|Ahiram]] a [[Biblo]] ([[Jbeil]]). | Ahirom       | XI secolo a.C. | 1000 a.C.     | La prima iscrizione in fenicio compare nel suo sarcofago, a Biblo (Jbeil). |
|                                                                                                   | Itthobaal    | 1000 a.C.      | 970 a.C.      | Figlio di Ahirom.                                                          |
| Iscrizione di [[Yehimilk]] del [[950 a.C.]] a [[Biblo]] ([[Jbeil]]).                              | Yehimilk     | 970 a.C.       | 950 a.C.      | Usurpatore.                                                                |
|                                                                                                   | Abibaal      | 943 a.C.       | ?             | Figlio o fratello di Yehimilk.                                             |
| Statua di [[Osorkon I]] con l'iscrizione di [[Elibaal]] offerta a [[Baalat]].                     | Elibaal      | 922 a.C.       | X secolo a.C. | Figlio o fratello di Abibaal.                                              |
|                                                                                                   | Shipitbaal I | X secolo a.C.  | 900 a.C.      | Figlio di Elibaal.                                                         |

## VIII secolo a.C.
| Immagine | Re            | Carica   | Carica   | Note |
| Immagine | Re            | Inizio   | Fine     | Note |
| -------- | ------------- | -------- | -------- | ---- |
|          | Shipitbaal II | 737 a.C. | 732 a.C. |      |

## VII secolo a.C.
| Immagine | Re          | Carica          | Carica          | Note                                    |
| Immagine | Re          | Inizio          | Fine            | Note                                    |
| -------- | ----------- | --------------- | --------------- | --------------------------------------- |
|          | Urimilk I   | 701 a.C.        | VII secolo a.C. |                                         |
|          | Milki-ašapa | 673 a.C.        | VII secolo a.C. | Vassallo degli assiri sotto Asarhaddon. |
|          | Urimilk II  | VII secolo a.C. |                 |                                         |

## VI secolo a.C. - IV secolo a.C.
| Immagine                                                                   | Re                         | Carica         | Carica         | Note        |
| Immagine                                                                   | Re                         | Inizio         | Fine           | Note        |
| -------------------------------------------------------------------------- | -------------------------- | -------------- | -------------- | ----------- |
|                                                                            | Shipitbaal III             | VI secolo a.C. | VI secolo a.C. |             |
| Stele di [[Yehaumilk]] risalente al [[450 a.C.]] a [[Louvre]], [[Parigi]]. | Yehomilk                   | 450 a.C.       |                | Usurpatore. |
|                                                                            | Elpaal                     |                | V secolo a.C.  | [ 3 ]       |
|                                                                            | Ozbaal                     |                | V secolo a.C.  | [ 4 ]       |
|                                                                            | Urimilk III ( o Addirmilk) |                |                | [ 5 ]       |
|                                                                            | Aynel                      |                | IV secolo a.C. | [ 5 ]       |

- Yehomilk[3]

## IV secolo a.C.
- Azbaal[6]
- Aynel[5]